# Dynamo Dušanbe
La Dynamo Dušanbe è una squadra di calcio del Tagikistan, che ha sede nella capitale Dušanbe.
Milita nella massima divisione del campionato locale.

## Palmarès
- Campionato di calcio del Tagikistan (post indipendenza): 1 (1996)
- Campionato di calcio del Tagikistan (epoca sovietica): 7 (1937, 1949, 1950, 1951, 1953, 1955, 1958)
- Coppa del Tagikistan (epoca sovietica): 12 (1938, 1939, 1940, 1941, 1946, 1949, 1950, 1952, 1953, 1955, 1959, 1971)

## Partecipazioni alle coppe asiatiche
- AFC Club Championship: 1 presenza (1998, secondo turno)